# Убить Смучи
«Убить Смучи» (англ. Death to Smoochy) — чёрная комедия 2002 года. В России официальная премьера состоялась 15 августа 2002 года.

## Сюжет
Ведущий детского телешоу Рэндольф Смайли был с позором уволен за взяточничество. Взамен телекомпания представляет публике новую звезду — Носорога Смучи, роль которого исполняет добродушный и исключительно порядочный Шелдон Моупс. Шоу Смучи пользуется невероятным успехом, однако Шелдон вскоре обнаруживает, что его работодатели не остановятся ни перед чем, чтобы поднять рейтинги программы ради получения прибыли. Между тем, Рэндольф одержим только одной мыслью: во что бы то ни стало убить Смучи и вернуться к своей прежней жизни.
Рэндольф Смайли ведет популярное детское телешоу «The Rainbow Randolph Show», выходящее на детском телеканале Kidnet. Несмотря на то, что на экране он выглядит весёлым и дружелюбным, на самом деле он алкоголик и коррумпирован (тайно берет взятки от родителей, которые хотят включить своих детей в его шоу). После того, как ФБР разоблачило его, Рэндольфа увольняют, а его шоу отменяют. Его заменяет «чистый до скрипа» Шелдон Моупс и его персонаж Носорог Смучи, исключительно искренний и полностью заинтересованный в обеспечении качественных детских развлечений, и, несмотря на сомнения его закаленного продюсера Норы Уэллс, шоу быстро становится чрезвычайно популярным. Тем временем Рэндольф обращается к своему бывшему партнеру Мэриону Стоуксу и умоляет помочь ему вернуть работу, но тот отказывается. После нескольких попыток уволить Шелдона Рэндольф обращается к своему бывшему партнеру Анджело Пайку и спрашивает, может ли он остаться в его квартире, на что Анджело неохотно соглашается.

## В ролях
| Актёр           | Роль                               |
| --------------- | ---------------------------------- |
| Эдвард Нортон   | Шелдон Моупс / Носорог Смучи       |
| Робин Уильямс   | Рэндольф Смайли / Рэйнбоу Рэндольф |
| Кэтрин Кинер    | Нора Уэлс                          |
| Дэнни Де Вито   | Бёрк Беннет                        |
| Джон Стюарт     | Мэрион Фрэнк Стоукс                |
| Пэм Феррис      | Томми Коттер                       |
| Мартин Клебба   | Ринетт                             |
| Харви Файерстин | Мерв Грин                          |

## Номинации
В 2003 году Робин Уильямс был номинирован на соискание антипремии «Золотая малина» как худший актёр второго плана.